# Нохч-Келой
Нохч-Келой (Нохч-Киелой) — чеченский тайп, входящее в тукхум Чеберлой. Общество приняло своё название по селу Нохчи-Келой.

## Этногенетические связи
Мамакаев пишет в своих трудах, что тайпы Нохч-Келой, Келой и Хал-Келой является разросшимися ответвлениями тайпа Садой (Саьттой, Саьтта). Свидетельства местных жителей о том, что они происходят из местности «Саьтта», подтверждают это.
Те, кто ассоциируют себя Садой, считают, что в тукхум Чеберлой они включены на более современном этапе истории этноса, и непосредственного родства с исконными тайпами тукхума Чеберлой не имеют. С точки зрения сродственности по мужской линии садойцы (а стало быть, и все ветви Келой) ближе таким тайпам как Билтой и Арсой (Орсой).
В вопросе определения взаимного родства этой тройки тайпов (Нохч-Келой, Келой и Хал-Келой) у чеченцев имеется два разных подхода:
1) формалистический, согласно которому не следует путать твйп Нохч-Келой с тайпом Келой просто потому, что первый входит в тукхум Чеберлой, а второй — в тукхум Шуотой (и уж точно не стоит путать оба тайпа с созвучным по имени тайпом Килой, который входит в тукхум Арстхой);
2) аналитический, согласно которому факт проживания и Нохч-Келой, и Халкелой в одноимённых своим тайповым прозваниям сёлах, позволяет сделать предположение, что их сообщества являются не отдельными тайпами, а особыми ответвлениями единого тайпа Келой.

## Этнографическая значимость
На примере идентичности Нохч-Келой просматривается механизм порождения новых тайповых имён (и видимо, новых тайпов при достатке исторического времени). При физическом перемещении сообщества в другую местность может быть порождено абсолютно новое имя (Саттой -> Келой). Однако и при вступлении представителей одной и той же широко расселённой родовой общины (Келой) в разные (по соображениям территориально-политической целесообразности) племенные союзы могут возникать разные уточняющие имена, сохраняющие в знак преемственности общий корень (Нохч-Келой, Халкелой).